# 七海ユウリ
七海ユウリ（ななみ ゆうり、女性、5月19日 - ）は、日本の小説家（ジュブナイルポルノ、ティーンズラブ、ライトノベル作家）兼ゲームシナリオライター。既婚。猫を複数飼っている。
『お嬢様はメイド様!?』にてフランス書院開催の美少女文庫新人賞第1回を受賞、これにより同作品にてフランス書院よりプロ作家としてデビュー。その後も男性向け、女性向けを問わずコンスタントに作品を発表している。小説の他にはゲームのシナリオライティングやディレクションの仕事もしている。みかづき紅月やこぶいちらと親交がある。
文庫『魔王子の花嫁』の表紙の裏、折り返し部分にて「読み終わった後に気持ちのいい優しい感情が残るような、そんな作品をこれからも書いていけたらいいと思っています」と、自らの文筆活動に対する際の態度の一端を述べている。

## 作品

### 小説

#### 美少女文庫
- お嬢様はメイド様!?（イラスト・有末つかさ、フランス書院／美少女文庫）
- となプリ 王女様の休日（イラスト・CARNELIAN、フランス書院／美少女文庫）
- 恋してキスして 死神ガール（イラスト・千葉千夏、フランス書院／美少女文庫）
- 騎士プリ お姫様は修業中！（イラスト・神無月ねむ、フランス書院／美少女文庫）
- お嬢様と無人島!? 葉っぱ水着パラダイス（イラスト・こぶいち、フランス書院／美少女文庫）
- 戦国恋姫（イラスト・あきら、フランス書院／美少女文庫）
- ビンボーだってプリンセス！（イラスト・こぶいち、フランス書院／美少女文庫）
- お嬢様姉妹の命令ですっ！（イラスト・狗神煌、フランス書院／美少女文庫）
- いもうとドラゴン！（イラスト・こぶいち、フランス書院／美少女文庫）
- お嬢様メイドはヴァンパイア!?（イラスト・ひなたもも、フランス書院／美少女文庫）
- さいみん生徒会（イラスト・YUKIRIN、フランス書院／美少女文庫）
- ヒミツのメイド王国（イラスト・唐辛子ひでゆ、フランス書院／美少女文庫）

#### ティアラ文庫
- 魔王子の花嫁（フランス書院／ティアラ文庫）
- 騎士の涙姫 トゥルーラブ（フランス書院／ティアラ文庫）

#### ジュリエット文庫
- 巫女姫は騎士に抱かれて　夢見る王国（インフォレスト／ジュリエット文庫）

#### なごみ文庫
- ToHeart2 短編集1 （森野一角、藤浪智之との共著、ハーヴェスト出版／なごみ文庫）
- ToHeart2 短編集2 （森野一角、藤浪智之との共著、ハーヴェスト出版／なごみ文庫）

#### アンソロジー
- お城でBL （みかづき紅月、春河ミライとの共著、一迅社／ポストメディア編集部)
- 時と永遠 〜トキトワ〜 ジ・アンオフィシャル　(エンターブレイン／ファミ通BOOKS)

### ゲームシナリオ
- 恋愛家庭教師ルルミ★Coordinate!（riffraff）
- お前のパンツは何色だ！？（Molamola.software）
- 決戦！乙女たちの戦場3 〜電撃作戦！戦果はエースの名のもとに〜（げーせん１８）
- 十鬼の絆_〜関ヶ原奇譚〜(アイディアファクトリー)
- 戦極姫4〜争覇百計、花守る誓い〜（げーせん１８）
- 戦極姫5〜戦禍断つ覇王の系譜〜（げーせん１８）
- 戦極姫6〜天下覚醒、新月の煌き〜（げーせん１８）
- 魔法少女の兄〜下手な嘘と不良少年〜(Mink EGO)